# Cabinet Zeyer III
Sarre
Zeyer II Lafontaine I
Le cabinet Zeyer III (Kabinett Zeyer III, en allemand) est le gouvernement du Land allemand de Sarre entre le  10 juillet 1984 et le 9 avril 1985, durant la huitième législature du Landtag.

## Coalition et historique
Dirigé par le ministre-président chrétien-démocrate sortant, Werner Zeyer, il est soutenu par une « coalition noire-jaune » entre l'Union chrétienne-démocrate d'Allemagne (CDU) et le Parti libéral-démocrate (FDP), qui disposent ensemble de 27 députés sur 51 au Landtag, soit 52,9 % des sièges.
Il ne s'agit pas d'un nouveau cabinet stricto sensu mais d'un très vaste remaniement du cabinet Zeyer II. Aux élections régionales du 10 mars 1985, le Parti social-démocrate d'Allemagne (SPD) remporte la majorité absolue des sièges au Landtag. Son chef de file, Oskar Lafontaine, forme alors son premier cabinet.

## Composition
- Les nouveaux ministres sont indiqués en gras, ceux ayant changé d'attributions en italique.

| Portefeuille                                                                       | Nom | Nom                 | Parti |
| ---------------------------------------------------------------------------------- | --- | ------------------- | ----- |
| Ministre-président                                                                 |     | Werner Zeyer        | CDU   |
| Ministre de l'Intérieur                                                            |     | Werner Scherer      | CDU   |
| Ministre des Finances                                                              |     | Edmund Hein         | CDU   |
| Ministre des Questions juridiques et des Affaires fédérales                        |     | Wolfgang Knies      | CDU   |
| Ministre de l'Éducation, de la Formation et des Sports                             |     | Gerhard Zeitel      | CDU   |
| Ministre du Travail, de la Santé et de l'Ordre social                              |     | Rosemarie Scheurlen | FDP   |
| Ministre de l'Économie, des Transports et de l'Agriculture                         |     | Horst Rehberger     | FDP   |
| Ministre de l'Environnement, de l'Aménagement du territoire et des Travaux publics |     | Berthold Budell     | CDU   |